# Chalcophaps
Genre
Le genre Chalcophaps regroupe trois espèces de colombines, oiseaux appartenant à la famille des Columbidae.

## Liste des espèces
D'après la classification de référence (version 5.1, 2015) du Congrès ornithologique international (ordre phylogénique) :
- Chalcophaps indica – Colombine turvert
- Chalcophaps longirostris – Colombine du Pacifique
- Chalcophaps stephani – Colombine d'Étienne